# Tomografia computerizzata cardiaca
La tomografia computerizzata cardiaca o TC cardiaca o TC coronarografica è una tecnica di imaging biomedico utilizzata per valutare l'entità di un'eventuale occlusione nelle arterie coronarie, solitamente al fine di diagnosticare la malattia coronarica. Al paziente viene iniettato con un mezzo di contrasto (solitamente a base di iodio) per via endovenosa e quindi il suo cuore viene visualizzato tramite un'apparecchiatura per tomografia computerizzata ad alta velocità, permettendo ai radiologi di valutare la perfusione di sangue al muscolo cardiaco.

## Metodica
Costituiscono parte essenziale della metodica:
- le radiazioni ionizzanti (raggi X)
- il mezzo di contrasto iodato
- lo scanner
- la stazione di post processing

### Radiazioni ionizzanti
Le radiazioni ionizzanti sono della stessa natura di quelle utilizzate per la coronarografia tradizionale e vengono erogate da una sorgente che ruota intorno al paziente.
Le radiazioni attraversano il corpo e vengono rilevate da detettori capaci di trasformarle in immagini, attraverso un'elaborazione computerizzata. I raggi usati sono modulati in modo da limitare al massimo l'esposizione, infatti attualmente ci sono tecniche che consentono di ottenere immagini delle coronarie con la stessa quantità di raggi usati per una radiografia della colonna vertebrale: con le apparecchiature di ultima generazione, che emettono raggi solo durante il rilievo dell'immagine, la dose radiogena scende a 1-3 milli Sievert (le apparecchiature iniziali esponevano ad una dose di 20-30 milli Sievert). Infine, va ricordato che con la TC delle coronarie si esegue un'esposizione mirata ad una regione molto definita (centro del torace) con raggi collimati, ovvero mirati a quell'area, e senza esporre inutilmente altre parti del corpo.

### Mezzo di contrasto
Il mezzo di contrasto iodato viene iniettato attraverso una vena periferica e raggiunge in alcuni secondi l'albero coronarico rendendolo così maggiormente rilevabile ai raggi X.
I mezzi di contrasto attualmente impiegati sono estremamente sicuri, non interferiscono con il metabolismo del corpo umano, sono estremamente rare le reazioni allergiche e vengono rapidamente eliminati dal corpo umano attraverso i reni.
Importante notare che con le prime apparecchiature i tempi di acquisizione dei dati erano lunghi (15-20 secondi) e pertanto occorreva una quantità di liquido consistente (fino a 150 ml), oggi, con tempi di acquisizione più rapidi, di 1-3 secondi, la quantità di liquido di contrasto necessaria si riduce di conseguenza, a circa 40-50 ml, riducendo contestualmente i rischi correlati.

### Scanner
Le immagini che vengono a formarsi sono rappresentate in sezioni o slices il cui spessore è di mezzo millimetro circa. L'evoluzione delle apparecchiature si contrassegna per il numero di sezioni che possono essere formate per ogni giro del tubo di raggi X. Le prime apparecchiature erano in grado di formare 4 sezioni per ogni giro. Oggi si dispone di scanner capaci di formare fino a 128 sezioni con riduzione dei tempi di acquisizione delle immagini a circa 3 secondi o fino a  250 msec., in un unico battito cardiaco.
Va anche considerato che la capacità di vedere le arterie coronarie (strutture vascolari molto piccole) è influenzata dalla risoluzione della apparecchiatura utilizzata. Oggi si arriva ad un minimo di 0,3 mm, impiegando apparecchiature di ultima generazione da 128 strati, che sono quelle che stanno fornendo i migliori risultati sul piano diagnostico

## Utilizzo
La TC delle coronarie può essere utile nel campo sia  della prevenzione primaria sia della diagnostica avanzata della cardiopatia ischemica.
In particolare essa può fornire informazioni accurate della condizione delle coronarie sia in soggetti con dolore anginoso sia nel follow up di pazienti già sottoposti a procedure  di rivascolarizzazione miocardica  (angioplastica con stent e bypass aorto-coronarico).